# Gbenga Arokoyo
Gbenga Arokoyo (Kabba, 1º novembre 1992) è un allenatore di calcio ed ex calciatore nigeriano, di ruolo difensore.

## Carriera

### Club
Ha giocato nella massima divisione svedese, in quella turca ed in MLS.
Si è ritirato al termine della stagione 2022, trascorsa all'Umeå FC nella terza serie svedese, per diventare allenatore della squadra Under-21 dell'Umeå FC Akademi.

### Nazionale
Ha giocato nella nazionale nigeriana Under-20.
Nel 2016 ha disputato due partite nella nazionale nigeriana (due amichevoli contro Mali e Lussemburgo, entrambe subentrando dalla panchina a partita in corso).

## Statistiche

### Presenze e reti nei club
Statistiche aggiornate all'8 dicembre 2018.
| Stagione             | Club                 | Campionato           | Campionato | Campionato | Coppe nazionali | Coppe nazionali | Coppe nazionali | Coppe continentali | Coppe continentali | Coppe continentali | Supercoppe | Supercoppe | Supercoppe | Totale | Totale |
| Stagione             | Club                 | Comp                 | Pres       | Reti       | Comp            | Pres            | Reti            | Comp               | Pres               | Reti               | Comp       | Pres       | Reti       | Pres   | Reti   |
| -------------------- | -------------------- | -------------------- | ---------- | ---------- | --------------- | --------------- | --------------- | ------------------ | ------------------ | ------------------ | ---------- | ---------- | ---------- | ------ | ------ |
| 2012                 | Mjällby              | A                    | 10         | 0          | CS              | 0               | 0               | -                  | -                  | -                  | -          | -          | -          | 10     | 0      |
| 2013                 | Mjällby              | A                    | 26         | 1          | CS              | 4               | 0               | -                  | -                  | -                  | -          | -          | -          | 30     | 1      |
| mar.-lug. 2014       | Mjällby              | A                    | 12         | 0          | CS              | 4               | 0               | -                  | -                  | -                  | -          | -          | -          | 16     | 0      |
| Totale Mjällby       | Totale Mjällby       | Totale Mjällby       | 48         | 1          |                 | 8               | 0               |                    | -                  | -                  |            | -          | -          | 56     | 1      |
| 2014-2015            | Gaziantepspor        | SL                   | 20         | 0          | TK              | 4               | 0               | -                  | -                  | -                  | -          | -          | -          | 24     | 0      |
| 2015-2016            | Gaziantepspor        | SL                   | 15         | 1          | TK              | 1               | 0               | -                  | -                  | -                  | -          | -          | -          | 16     | 1      |
| Totale Gaziantepspor | Totale Gaziantepspor | Totale Gaziantepspor | 35         | 1          |                 | 5               | 0               |                    | -                  | -                  |            | -          | -          | 40     | 1      |
| ago.-ott. 2016       | Portland Timbers     | MLS                  | 1          | 0          | USOC            | -               | -               | CCL                | 0                  | 0                  | -          | -          | -          | 1      | 0      |
| 2018                 | Kalmar               | A                    | 5          | 1          | CS              | 0               | 0               | -                  | -                  | -                  | -          | -          | -          | 5      | 1      |
| 2019                 | Kalmar               | A                    | -          | -          | CS              | 1               | 0               | -                  | -                  | -                  | -          | -          | -          | 1      | 0      |
| Totale Kalmar        | Totale Kalmar        | Totale Kalmar        | 5          | 1          |                 | 1               | 0               |                    | -                  | -                  |            | -          | -          | 6      | 1      |
| Totale carriera      | Totale carriera      | Totale carriera      | 89         | 3          |                 | 14              | 0               |                    | 0                  | 0                  |            | -          | -          | 103    | 3      |

### Cronologia presenze e reti in nazionale
| Cronologia completa delle presenze e delle reti in nazionale ― Nigeria | Cronologia completa delle presenze e delle reti in nazionale ― Nigeria | Cronologia completa delle presenze e delle reti in nazionale ― Nigeria | Cronologia completa delle presenze e delle reti in nazionale ― Nigeria | Cronologia completa delle presenze e delle reti in nazionale ― Nigeria | Cronologia completa delle presenze e delle reti in nazionale ― Nigeria | Cronologia completa delle presenze e delle reti in nazionale ― Nigeria | Cronologia completa delle presenze e delle reti in nazionale ― Nigeria |
| Data                                                                   | Città                                                                  | In casa                                                                | Risultato                                                              | Ospiti                                                                 | Competizione                                                           | Reti                                                                   | Note                                                                   |
| ---------------------------------------------------------------------- | ---------------------------------------------------------------------- | ---------------------------------------------------------------------- | ---------------------------------------------------------------------- | ---------------------------------------------------------------------- | ---------------------------------------------------------------------- | ---------------------------------------------------------------------- | ---------------------------------------------------------------------- |
| 27-5-2016                                                              | Le Petit-Quevilly                                                      | Nigeria                                                                | 1 – 0                                                                  | Mali                                                                   | Amichevole                                                             | -                                                                      | 88’                                                                    |
| 31-5-2016                                                              | Lussemburgo                                                            | Lussemburgo                                                            | 1 – 3                                                                  | Nigeria                                                                | Amichevole                                                             | -                                                                      | 70’ 81’                                                                |
| Totale                                                                 |                                                                        | Presenze                                                               | 2                                                                      |                                                                        | Reti                                                                   | 0                                                                      |                                                                        |